# 公衆便所 (隠語)
公衆便所（こうしゅうべんじょ）は、男性なら誰とでも性的関係を持つふしだらな女性を指す日本のスラングである。共同便所（きょうどうべんじょ）と辻便所（つじべんじょ）もほぼ同様の意味で用いられる。また、便所（べんじょ）は、性的対象としての女性を意味する語として用いられる。類義語として、同様に誰にでもセックスさせる女性、簡単にセックスさせる女性由来の「サセ子」、「郵便ポスト」、「乗合」、「イエローキャブ」が存在する。

## 語義
『日本語俗語大辞典』では、「公衆便所」について「男性なら誰とでも寝る女」の蔑称であると述べている一方、「共同便所」と「辻便所」についてはこれに加えて「淫売婦」のことも指すと述べている。
田中雅一は、男性は長期間の禁欲が難しいことから男性の射精は時として排泄であるとし、それがゆえに女性は便所に例えられている。特に、ふしだらな女性や売春婦については「公衆便所」に例えられるとしている。上野千鶴子は「便所」について「性の対象としての女を指す蔑称である」と述べる。
笹間良彦は、「辻便所」および「共同便所」について、売春婦を示す隠語として用いられると述べており、「誰でも入って用をすませられる意」に由来する隠語であると述べている。ただし、笹間は辻便所や共同便所は無料で使用するものであるから売春婦の比喩としてはふさわしいものではなく、「乗合船」や「電車」、「バス」などの語の方が適切なのではないかと指摘している。
井上章一も「共同便所」について、「ふしだらな女」と「娼婦」の双方を指す言葉だとしつつも、後者の意味には「運賃」のいる「乗合」という隠語がふさわしいとする。そして、それゆえに「共同便所」という単語からは「娼婦」という意味が消えていき、現在の「公衆便所」はもっぱら前者の意味で用いられるようになったと論じている。

## 歴史

### 発祥
江戸時代には、妾稼業の蔑称として、「手水組」という単語が用いられた。「手水」は「便所」を意味する隠語である。
明治4年11月に「公同便所（共同便所、公衆便所）」が新設され、広く認知されるまでは「辻便所」という言葉が、同様の意味の隠語として使用されていた。『日本語俗語辞典』では、「辻便所」と「共同便所」の双方について、1902年発行の『滑稽新聞』での用例を挙げている。
1920年に発行された『秘密辞典』では、「共同便所」について「娼妓を卑稱していふ隠語」であると記載されている。また、生田長江が校閲を担当した1923年発行の『現代語辞典』では、「共同便所」について「市街の四辻にある便所のこと」であるが「轉じて賣春婦不品行な女のことをいふ」としている。作家の野口冨士男は、昭和初期の頃を回想した際に、娼婦を示す単語として「共同便所」を使っている。
昭和年間、遊郭においてごく短時間の売買春を行うことを「ちょいの間」と呼んだが、このような「ちょいの間」で仕事を行う売春婦に対する報酬は非常に安かった。こうした売春婦は多くの客を相手としなければならず、「公衆便所」や「共同便所」などど蔑まれたという。
上野千鶴子によれば、太平洋戦争中、「公衆便所」はいわゆる慰安婦を指す単語として使用されていた。軍医の麻生徹男による1939年の具申書『花柳病の積極的予防法』では、「軍用特殊慰安所は享楽の場所にあらずして、衛生的なる共同便所なるゆえ、軍においても慰安所内にて酒類の禁止されるは寧ろ当然の事なり」との記述が見える。

### 「共同便所」から「公衆便所」へ
1920年代末頃から、「乗合」が娼婦を意味する隠語として広まると同時に、「共同便所」からは娼婦という意味は薄れていった。そして20世紀半ば頃から、「共同便所」という表現は「公衆便所」にとって代わられるようになった。「公衆便所」は「娼婦」ではなく、主に「淫乱女」を指すという単語となった。戦後の新左翼運動の活動家のあいだでも、「公衆便所」が、複数の男子学生と性的関係をもつ女子学生を指す隠語として広く用いられていたという。
1970年には、田中美津が「便所からの解放」という文章を発表している。この文章は、女性の解放を性の対象としての「便所」からの解放でもあると位置づけたもので、早期のウーマンリブ運動において重要な意義を有しているとされる。
2001年の『しんぶん赤旗』の記事では、新しい歴史教科書をつくる会理事の坂本多加雄が『正論』1997年5月号において「トイレの構造の歴史や犯罪の歴史がもっぱら教えられるということになればどうか」と述べ、日本の慰安婦について教科書に書く必要はないと主張したことについて「『従軍慰安婦』が『共同便所』という隠語で呼ばれてきたことを想起」させると批判している。この坂本が用いた表現については、高嶋伸欣や松井やよりも同様に批判している。
コアマガジンの成人向け雑誌『ニャン2倶楽部Z』2007年8月号では、「公衆便所バッジ企画」として「誰でも『ヤラせろ』と声を掛けることができ」る「誰にでもセックスさせる女性=サセ子」を表す「公衆便所バッジ」を配布した。